# Teorema lui Rouché
Teorema lui Rouché, atribuită matematicianului francez Eugène Rouché este o teoremă din analiza complexă.

## Enunț
În analiza complexă, Teorema lui Rouché (atribuită matematicianului Eugène Rouché), enunță:
„Fie circuitul {\displaystyle \gamma } omolog cu zero în regiunea Ω și n({\displaystyle \gamma }, z) este fie 0, fie 1 pentru orice punct z care nu este situat pe {\displaystyle \gamma }. 

Să presupunem că f(z) și g(z) sunt analitice în Ω, și satisfac inegalitatea ”—f(z) - g(z),  <
În această prezentare, Teorema lui Rouché este un corolar al Principiului Argumentului.

## Alte articole
- Proprietățile rădăcinilor ecuațiilor polinomiale;
- Teorema fundamentală a algebrei, pentru cea mai scurtă demonstrație;
- Teorema lui Hurwitz (analiză complexă);
- Teorema lui Sturm și
- Teorema rădăcinilor raționale